# Complot d'Izmir

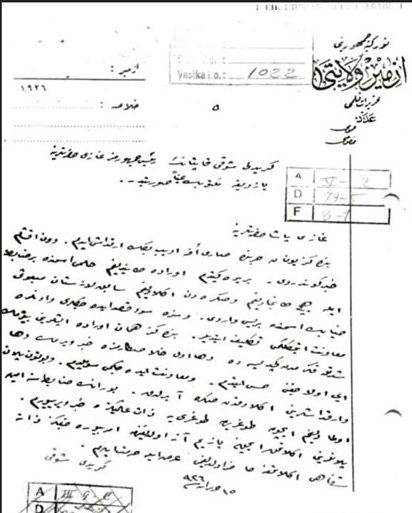
La lettre écrite par Giritli (crétois) Şevki qui a révélé les noms derrière le complot.

Le complot d'Izmir est la tentative d'assassinat du 1er président de la Turquie Mustafa Kemal Atatürk le 14 juin 1926 à Izmir, en Turquie. La police turque a arrêté des dizaines de personnes, dont d'anciens ministres, législateurs et gouverneurs, accusés de complot.
L'assassinat devait avoir lieu dans le district de Kemeraltı (en) à Izmir. Lorsque la voiture de Mustafa Kemal Atatürk aurait ralenti au carrefour, Ziya Hurşit Bey (en) aurait ouvert le feu sur lui depuis l'hôtel Gaffarzâde avec Gürcü (géorgien) Yusuf et Laz İsmail lui lançant des bombes et des explosifs depuis le salon de coiffure sous l'hôtel. Pendant ce temps, ils avaient prévu de s'échapper de la scène avec Çopur Hilmi et Giritli (crétois) Şevki, qui attendraient dans une voiture dans la rue latérale, puis les enverraient à Chios avec un moteur. Cependant, à travers le télégramme envoyé à Mustafa Kemal Atatürk par le gouverneur d'Izmir Kâzım Bey (en) le 14 juin, le plan a été découvert et le président a reporté son voyage à Izmir. Dans la lettre écrite par Giritli Şevki au gouverneur d'Izmir le 15 juin 1926, des informations sur les personnes qui auraient perpétré l'assassinat étaient incluses. Au bout d'un moment, les quatre principaux suspects ont été arrêtés et ils ont avoué leurs crimes.
Lors des audiences tenues par le Tribunal de l'indépendance (en) qui s'est rendu à Izmir après cet incident, il a été déterminé qu'il y avait des groupes d'opposition plus larges derrière l'incident. Sur les quarante personnes qui ont été jugées à Izmir entre le 26 juin et le 13 juillet, quinze ont été condamnées à mort dont deux par contumace et une a été exilée. Quelques semaines plus tard, quatre des cinquante-sept personnes jugées à Ankara entre le 2 et le 26 août ont été condamnées à mort, six ont été exilées et deux ont été envoyées en prison. Au total, cent trente accusés ont été interrogés, dont trente-quatre ont été libérés sans qu'il soit nécessaire de les juger.
Les historiens Erik-Jan Zürcher et Raymond Kévorkian ont affirmé qu'il n'y avait pas eu de complot pour assassiner Kemal et que l'accusation était un procès-spectacle destiné à éliminer ses opposants politiques, notamment les anciens membres du Comité Union et Progrès.